# De Nieuwlandse Molen
De Nieuwlandse Molen of de molen Van der Knijff (in de volksmond zo genoemd naar de molenaarsfamilie die al generaties lang de molen laat draaien) is in de Nieuwlandsche polder een oude molen tussen 's-Gravenzande en Hoek van Holland, die oorspronkelijk als binnenkruier en als grondzeiler is gebouwd.
In 1584 werd een molen afbetaald die in 1580 in opdracht van de waterschappen Het Nieuwland en Noordland werd gebouwd. Het is niet zeker of dat de huidige molen is, maar het is niet uitgesloten gezien de ouderdom van de molen. Tot 1947 was de molen uitgerust met een scheprad, daarna werd een schroefpomp met elektrische hulpaandrijving geïnstalleerd. In 1962 is een vijzel bijgeplaatst. In 1988 is het windrecht afgekocht en werd de Nieuwlandse Molen met 5,60 m verhoogd in verband met de glastuinbouw, die tot op zeer korte afstand van de molen aanwezig is.
Vanaf 1952 was de molen eigendom van het waterschap Nieuwland en Noordland. Bij de reorganisatie in 1977 is de molen eigendom van het Hoogheemraadschap van Delfland geworden.

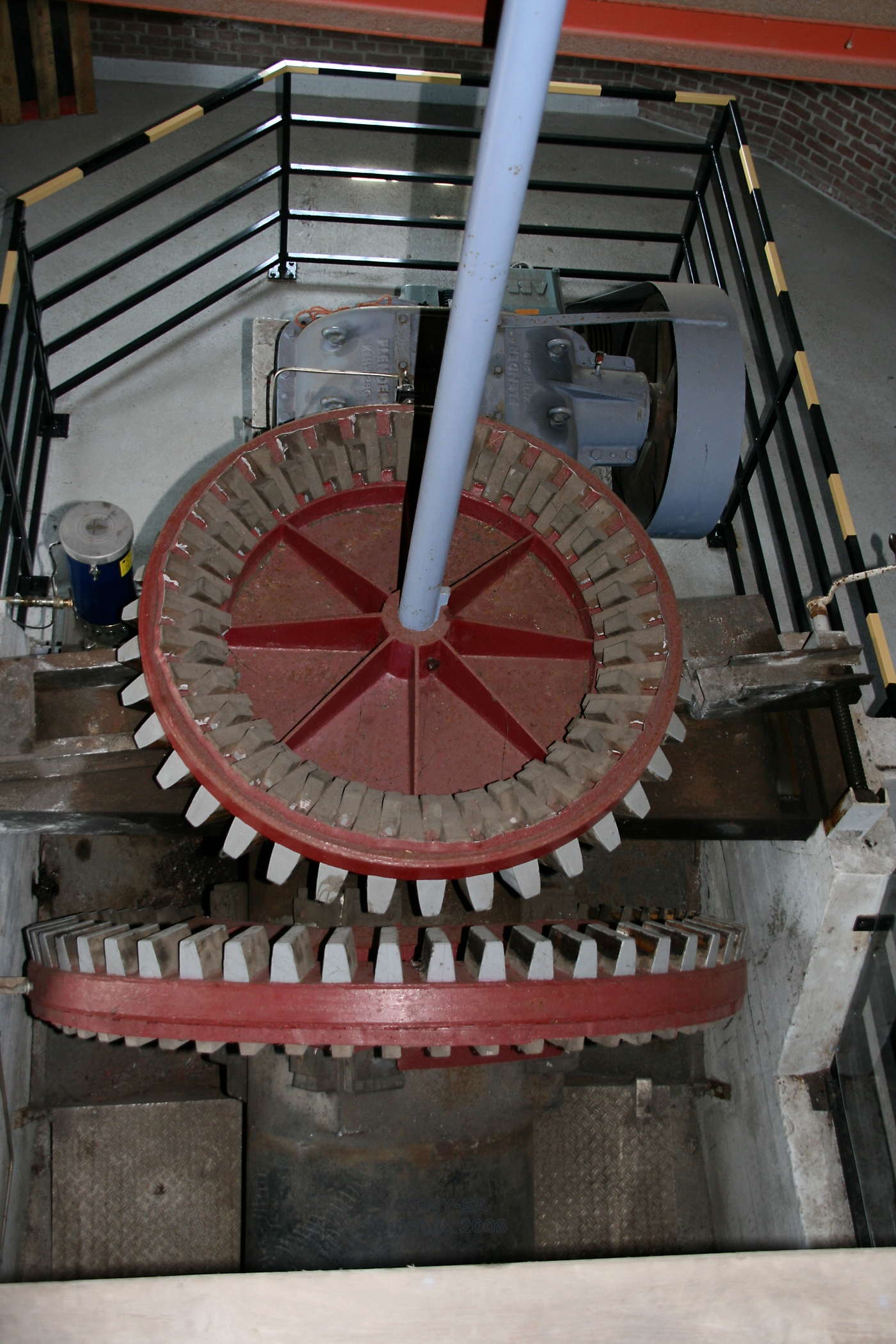
Aandrijving van de vijzel
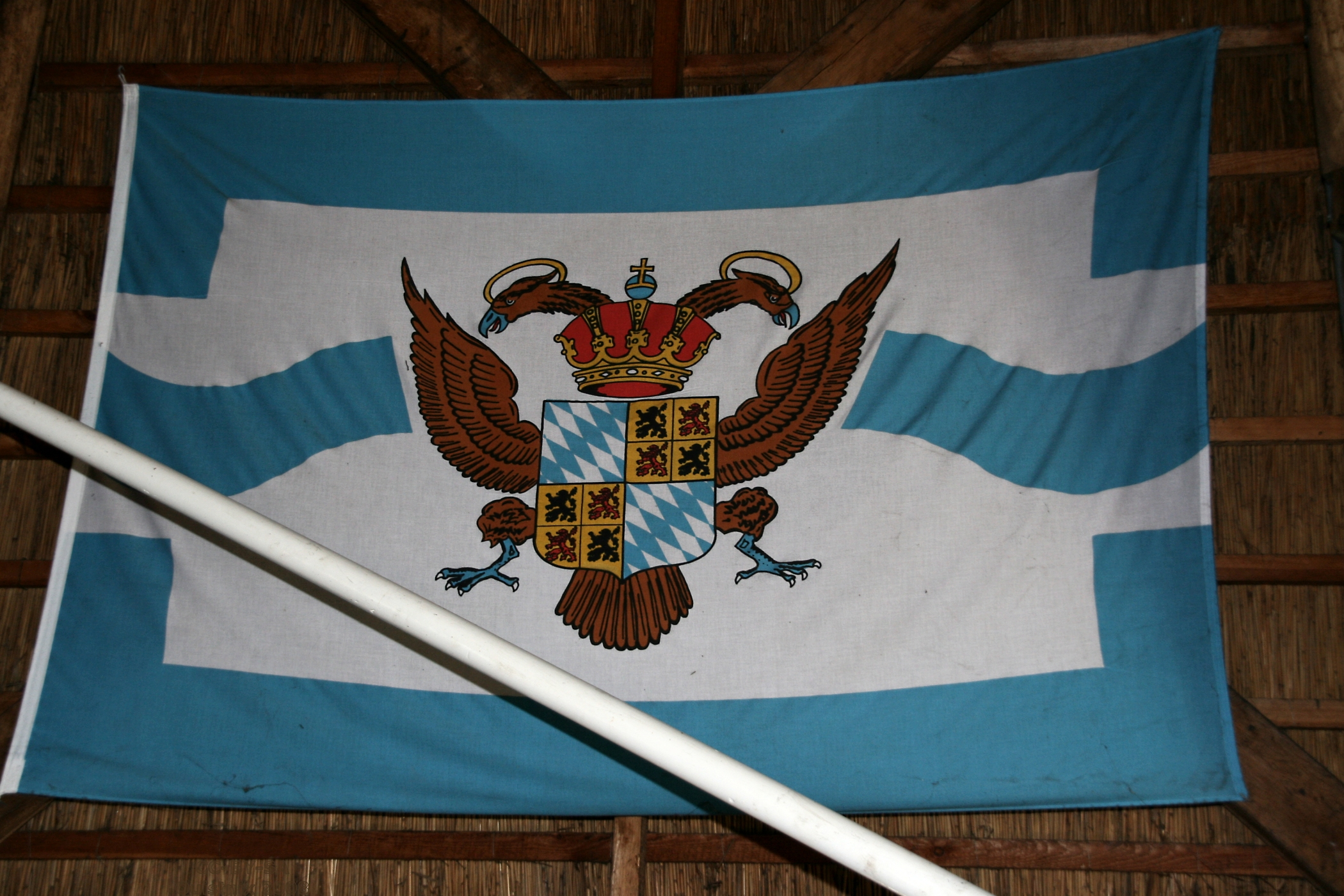
Vlag van het Hoogheemraadschap van Delfland in de molen